# 香藤満月
香藤 満月（かとう みずき、1998年6月26日 - ）は、日本の女子プロレスラー。愛知県出身。

## 所属
- ワールド女子プロレス・ディアナ　(2023年 - )

## 経歴
2023年
- 10月8日、後楽園ホールにてデビュー。[1]

2024年
- 12月26日、スターダムのNEW BLOODに初参戦。[2]